# Kantoú
Kantoú är en ort i Cypern.   Den ligger i distriktet Eparchía Lemesoú, i den södra delen av landet, 70 km sydväst om huvudstaden Nicosia. Kantoú ligger 104 meter över havet och antalet invånare är 465. Den ligger på ön Cypern.
Terrängen runt Kantoú är kuperad norrut, men söderut är den platt. Havet är nära Kantoú åt sydväst. Trakten runt Kantoú är ganska tätbefolkad, med 248 invånare per kvadratkilometer. Närmaste större samhälle är Limassol, 12,0 km öster om Kantoú. Trakten runt Kantoú består till största delen av jordbruksmark.